# Bierzwnik (gemeente)
De gemeente Bierzwnik is een landgemeente in powiat Choszczeński. Aangrenzende gemeenten:
- Choszczno, Drawno en Krzęcin (powiat Choszczeński)

in Lubusz:
- Dobiegniew en Strzelce Krajeńskie (powiat Strzelecko-Drezdenecki)

De zetel van de gemeente is in dorp Bierzwnik.
De gemeente beslaat 18,0% van de totale oppervlakte van de powiat.

## Demografie
De gemeente heeft 9,7% van het aantal inwoners van de powiat.

## Plaatsen
- Bierzwnik (DuitsMarienwalde, dorp)

Administratieve plaatsen (sołectwo) van de gemeente Bierzwnik:
- Breń, Górzno, Jaglisko, Klasztorne, Kolsk, Łasko, Pławno, Płoszkowo, Przeczno, Rębusz, Starzyce, Strumienno, Wygon en Zieleniewo.

Zonder de status sołectwo :
- Antoniewko, Bożejewko, Budzice, Bukowie, Chełmienko, Chyże, Czapliska, Dołżyna, Gajno, Grzywna, Kawno, Kłodzin, Kołecko, Kosinek, Kruczaj, Krzywin, Kunica, Malczewo, Ostromęcko, Piaseczno, Pławienko, Przykuna, Smędowa, Sojec, Trzebicz, Zdrójno, Zgorzel.

## Externe link

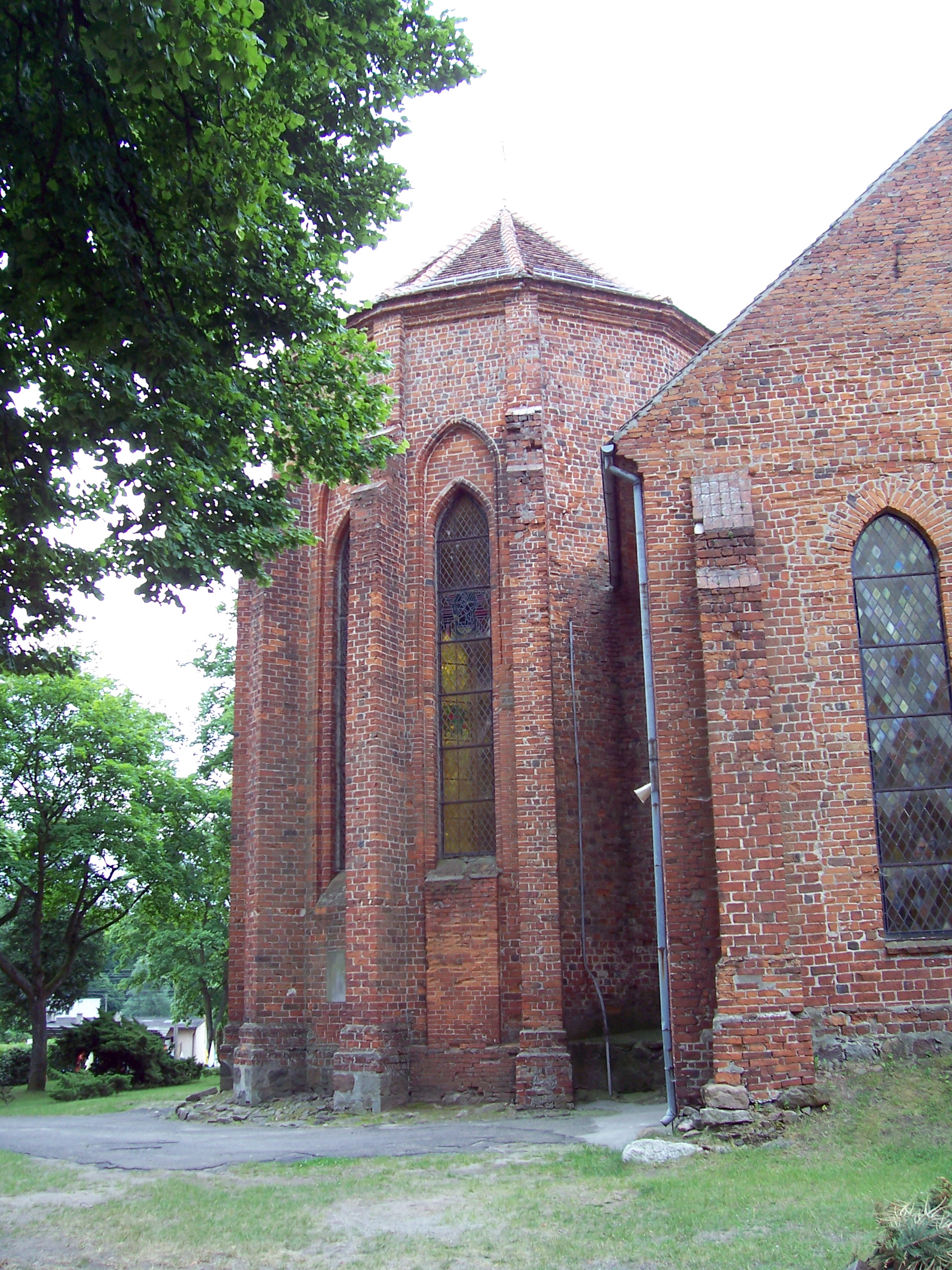
Kerk in Bierzwnik